# Saser Kangri
Saser Kangri of Sasir Kangri (Balti: ساسر کانگری) is een 7672 meter hoge berg in het oostelijke, Indiase deel van de Karakoram. Qua hoogte is het de 35e berg ter wereld. De Saser Kangri is de hoogste berg in de Saser Muztagh en ligt in het noordwesten van deze bergketen. De berg bestaat uit vier toppen, die met Romeinse cijfers genummerd zijn. De hoogste top is Saser Kangri I, de toppen II (oost), III en IV zijn respectievelijk 7518, 7495 en 7416 meter hoog.
De berg ligt ten noordwesten van de Nubravallei en ten oosten van de door India en Pakistan betwiste Siachengletsjer. De noordoostflank van de berg komt uit op het afgelegen en vrijwel onbewoonde Tibetaans Plateau. Vanwege de betere bereikbaarheid concentreerden vroege expedities zich daarom op de zuidwestzijde. De westzijde van de Saser Kangri I bleek echter moeilijker dan verwacht en de eerste beklimming, in 1973 door leden van de Indiase grenspolitie, verliep over de zuidoostelijke flank. In 1987 lukte het een Brits-Indiase expeditie de berg via de westzijde te beklimmen. Ook schreef deze expeditie de eerste beklimming van de Saser Kangri IV op haar naam. Saser Kangri III werd door een Indiaas team beklommen, maar Saser Kangri II (oost) is nooit beklommen. Het is de op een na hoogste onbeklommen bergtop ter wereld. De westzijde van de Saser Kangri II is iets lager en werd al in 1953 beklommen door de Tibetaanse klimmer Nawang Gombu.